# Даніелла Джордж
Даніелла Джордж (англ. Danielle Amanda George; нар. 1976, Ньюкасл-апон-Тайн, Англія) — британська науковиця-інженерка і популяризаторка науки. Докторка філософії (2006), професорка Манчестерського університету, раніше інженерка Обсерваторії Джодрелл-Бенк (до 2006). Лауреатка премії Майкла Фарадея Лондонського королівського товариства (2018).

## Життєпис
Ще в школі захопилася астрономією. Закінчила Манчестерський університет Вікторії (бакалавр астрофізики, 1997; магістр радіоастрономії, 1998). Після магістратури влаштувалася інженером в Обсерваторію Джодрелл-Бенк і працювала на цій посаді до 2006 року. В 2006 році здобула ступінь доктора філософії з електроінженерії в Інституті науки і технологій Манчестерського університету. 
Того ж 2006 року вступила викладачкою до Манчестерського університету, де нині є професоркою (з 2014). Активна учасниця проєкту Square Kilometre Array. 2017 року — президент Асоціації наукової освіти.
2014 року удостоїлася читання Різдвяних лекцій у Королівському інституті. Відзначена премією Рука Королівської інженерної академії (Royal Academy of Engineering Rooke Award) (2016). Кавалер ордена Британської імперії (MBE) .
Одружена.